# كأس تخت جمشيد
كأس تخت جمشيد (بالفارسية: جام تخت جمشید) كان الدوري الوطني لكرة القدم في إيران والذي استمر من 1973 إلى 1978.
تم إقامته إستكمالاً لبطولة الدوري الإيراني التي انطلقت عام 1970 باسم الكأس الإقليمي الإيراني.
سُمي كأس تخت جمشيد باسم تخت جمشيد ، العاصمة الأخمينية القديمة المعروفة خارج إيران باسم برسبوليس
في موسم 1973-1974 تكونت بطولة كأس تخت جمشيد من 12 ناديًا. موسم 1974-1975 تم زيادة عدد الفرق لتصبح 16 فريق.
في هذا الوقت، كانت كأس تخت جمشيد واحدة من أقوى بطولات كرة القدم في آسيا. فاز المنتخب الإيراني لكرة القدم بكأس آسيا للمرة الثالثة على التوالي عام 1976 عندما فاز بكأس آسيا 1976، وتأهل عام 1978 إلى كأس العالم 1978 للمرة الأولى في تاريخه.

## البطولات
| الموسم  | الأبطال                     | الوصيف                      |
| ------- | --------------------------- | --------------------------- |
| 1973–74 | برسبوليس                    | تاج (استقلال طهران)         |
| 1974–75 | تاج (استقلال طهران)         | برسبوليس                    |
| 1975–76 | برسبوليس                    | هوما                        |
| 1976–77 | باس طهران                   | برسبوليس                    |
| 1977–78 | باس طهران                   | برسبوليس                    |
| 1978-79 | لم يكتمل الموسم وتم إلغاءه. | لم يكتمل الموسم وتم إلغاءه. |

## من عام 1978 إلى عام 1988
تم إلغاء موسم تخت جمشيد 1978-1979 بسبب الثورة الإسلامية الإيرانية عام 1979.
وبسبب الحرب الإيرانية العراقية، تم حل كأس تخت جمشيد والبطولات الأدنى. كان يتم احتساب بطل دوري مقاطعة طهران هو بطل كرة القدم الإيراني. ونظرًا لحقيقة أن الدوري كان جزءًا من دوري مقاطعة طهران، فإن ألقاب الدوري من 1978 إلى 1988 غير مقبول كبطولة وطنية. سيطر برسبوليس على الدوري بخمسة ألقاب واستقلال طهران على بطولتين.
في عام 1987 تم إنشاء دوري (17th of Shahrivar) مع فرق أساسا من طهران، ولكن أيضا مع أندية من بعض المدن الأخرى. وفاز برسبوليس بالدوري.

## من عام 1989
في عام 1989 تم عودة بطولة الدوري الوطني، تم إنشاء دوري القدس باعتباره الدوري الوطني الإيراني لكرة القدم. أول بطل كرة قدم إيراني رسمي منذ الثورة كان استقلال طهران. بعد موسم واحد فقط تم تشكيل الدوري الممتاز لكرة القدم الإيرانية تحت اسم دوري أزادكان. شهد موسم 2001-2002 بداية أول دوري احترافي لكرة القدم في إيران وهو الدوري الحالي لكرة القدم الإيرانية دوري المحترفين الإيراني باسم دوري الخليج الفارسي